# 家庭吸烟预防与烟草控制法
家庭吸烟预防与烟草控制法（Family Smoking Prevention and Tobacco Control Act）属美国联邦法律，授予美国食品及药物管理局对烟草业进行调控的权力，从而把烟草产品置于美国联邦政府的控制之下。

## 签署
美国总统奥巴马于2009年6月22日在白宫签署了《家庭吸烟预防与烟草控制法案》，授权美国食品及药物管理局对烟草产品的生产和销售进行调控。奥巴马总统指出，这项新法律有助于阻止烟草公司以青少年为行销目标。他认为这一点至关重要，因为几乎百分之90的吸烟者都是在步入18岁以前开始吸烟的。奥巴马总统表示，他自己就曾经是这些青少年中的一员，因此，他知道要戒掉这个积累已久的习惯会多么困难。

## 规定
《家庭吸烟预防与烟草控制法案》规定：
- 烟盒不得有“柔和型”、“清淡型”字样。[1]
- 学校、运动场和儿童户外活动场所305米内禁止所有香烟广告。
- 烟草公司不准使用产品商标赞助体育活动，也不准销售或赠送印有香烟商标或标志的衣服。
- 美国食品及药物管理局有权对烟草产品实行严密调控，要求生产商和进口商向政府提交有关烟草产品的成分及添加剂的情况。
- 到2009年10月，香烟中将禁止添加糖、水果以及香料等味道。（這些東西會降低吸菸及二手菸的嗆辣感，卻無法降低菸害，反而讓人更難警覺菸害）
- 到2011年，所有烟盒正反面的上半部都将包括健康警示。

## 评论
奥巴马总统评价《家庭吸烟预防与烟草控制法》为“救美国人命的法律”，部份美国媒体以“历史性”、“标志性”等词语评论《家庭吸烟预防与烟草控制法》。
密西根大学烟草研究网络部主任克里夫·道格拉斯指出，这新法律的通过可以挽救成千上万人的生命。他说：“这项新法律通过减少开始吸烟并对尼古丁上瘾的青少年人数，以及使成年吸烟者更容易戒烟，预计可以挽救成千上万人的生命。我们不仅要减少烟草推销，还要下令烟草公司使烟草产品不易上瘾、甚至不上瘾，以及不危害人们的健康，实现这个目标需要时间，但这是我们的期望。”
馬里蘭大學學院市分校法学院的烟草控制中心主任凯瑟琳·达希尔进一步分析了这项新法律的重要性。她说：“迄今为止，美国烟草销售可以说没有任何限制。虽然有些烟草公司的标示和促销方式被指控非法并因此受到起诉，但这并不是调控烟草制品的有效办法。凯瑟琳·达希尔还说：“新法律旨在对烟草制品本身进行调控，使美国食品及药物管理局在某种程度上有权调控烟草产品的成分以及烟草公司的促销和销售的方式。从短期来看，新法律实施的头几年里，接触香烟和吸烟的青少年人数会有所减少，但我们中期和长期的目标是使吸烟者人数普遍减少。”

## 民调
盖洛普公司一项民调显示，百分之52的人反对这项调控烟草业的联邦法律，百分之46表示支持。反对者当中以吸烟者为主。另外，由于文化程度和政治党派的不同，人们对吸烟的态度也大相径庭。百分之62的研究生支持这项新法律，只有百分之36的高中毕业生或文化程度更低的人持同样观点。大多数民主党人支持这项法律，大多数共和党人则表示反对。仅百分之17的美国人说，吸烟在美国应该完全被定为违法。不过，民意调查显示，随着时间的推移，吸烟者人数以及吸烟数量比以往要少。
马里兰大学法学院烟草控制中心主任凯瑟琳·达希尔认为，这项民调显示，大多数美国人反对这项调控烟草业的联邦法律，这可能是因为他们不太了解情况而作出的判断。“人们担心，通过这个法律后，美国食品及药物管理局会设立一个新部门，因而花费联邦政府更多的资金。他们可能认为，鉴于目前的经济状况，税收有可能会被抬高。其实，这是一个误解。羊毛出在羊身上，美国食品及药物管理局调控烟草产品所需的花费来自烟草公司本身。”
密西根大学烟草研究网络部主任克里夫·道格拉斯指出，过去也有民调显示，调控烟草产品的倡议在美国公众当中得到了广泛的支持。因此，最新的民调结果也不能完全使人信服。他说：“在以往的民调中，美国民众多次被问道是否支持由美国食品及药物管理局对烟草实行调控，以保护儿童、降低毒瘾、减少烟草公司危害健康的推销策略，他们对这个建议总是给予广泛的支持。因此，民众的态度和提问的具体用语很有关系，例如问题是否包括了一些重要的信息，以帮助受访者了解这个问题，并作出相应的回答。”
道格拉斯说，这种致力于挽救人生命并对烟草业实行调控的行动，在世界各地都可以进行。他说，巴西就实施了类似的法律来调控烟草产品，以降低其对人们健康的威胁。道格拉斯还指出，如今，几乎所有国家都加入了世界卫生组织通过的《烟草控制框架公约》。该公约规定，各国应该采取调控行动，保护本国人民的公共健康。